# Collegium musicum (kamarazene)

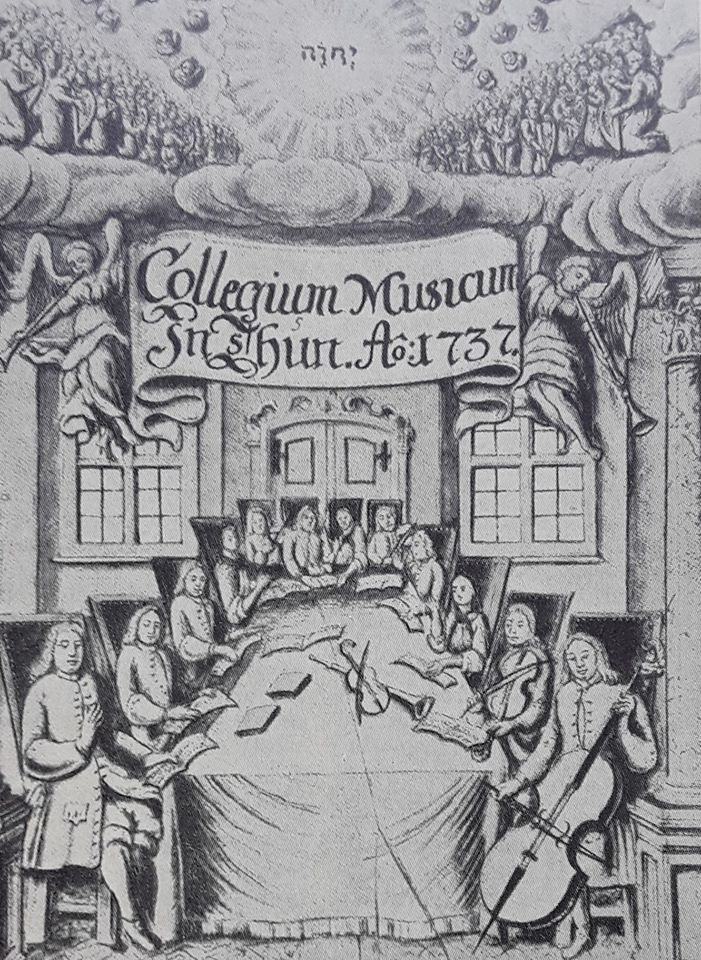
Thuni Collegium musicum, 1737, Svájc

A collegium musicum  a régi társas zenélés, házi kamaramuzsika célját szolgáló magántársaság, majd egyesület neve.

## Története
Angliában consort néven működtek hasonló együttesek. Németországban, Svájcban és Svédországban jórészt az egyetemek ifjúságából alakult és hamarosan egyesületi formát öltött. A collegium musicumok mintegy előfutárai és előkészítői voltak a modern hangversenyéletnek. Jelentőségük az együttes muzsikálás, a kamarazene művelése volt.
A legismertebb collegium musicum Telemann és Bach nevéhez fűződik.
1729-ben Johann Sebastian Bach átvette a Johann Kuhnau által 1688-ban alapított, majd 1701-ben (vagy 1702-ben) Georg Philipp Telemann által újraindított lipcsei Collegium Musicum vezetését. Ez az együttes egy diákokból összeállított, de világi zenélésre szakosodott 40 tagú zenekar volt. Bach a zenekarral általában kortárs olasz és német zenét adott elő, de gyakran használta saját világi kantátáinak (például Parasztkantáta, Kávékantáta, Vadászkantáta stb., amelyek közül nem egynek igen humoros szövege van), illetve frissen szerzett csembalóversenyeinek bemutatására.

## Modern együttesek
- Collegium Musicum Arizonai Egyetem
- Collegium Musicum Bergen
- Collegium Musicum Bonni Egyetem
- Collegium Musicum de Buenos Aires[2]
- Collegium Musicum Cambridge-i Egyetem
- Collegium Musicum Columbia Egyetem
- Collegium Musicum Duke Egyetem
- Collegium Musicum Harvard Egyetem
- Collegium Musicum Heidelbergi Egyetem
- Collegium Musicum Kieli Egyetem
- Collegium Musicum Notre Dame Egyetem
- Collegium Musicum Oberlin College
- Collegium Musicum Rowan Egyetem
- Rutgers Collegium Musicum (Rutgers Egyetem)
- Collegium Musicum Torontói Egyetem
- Collegium Musicum Yale Egyetem (Paul Hindemith alapította)
- Collegium Musicum Varsói Egyetem[3]
- Collegium Musicum Zürich (Paul Sacher, Geyer Stefi, Walter Schulthess alapította)[4][5]